# ブラックジョーク

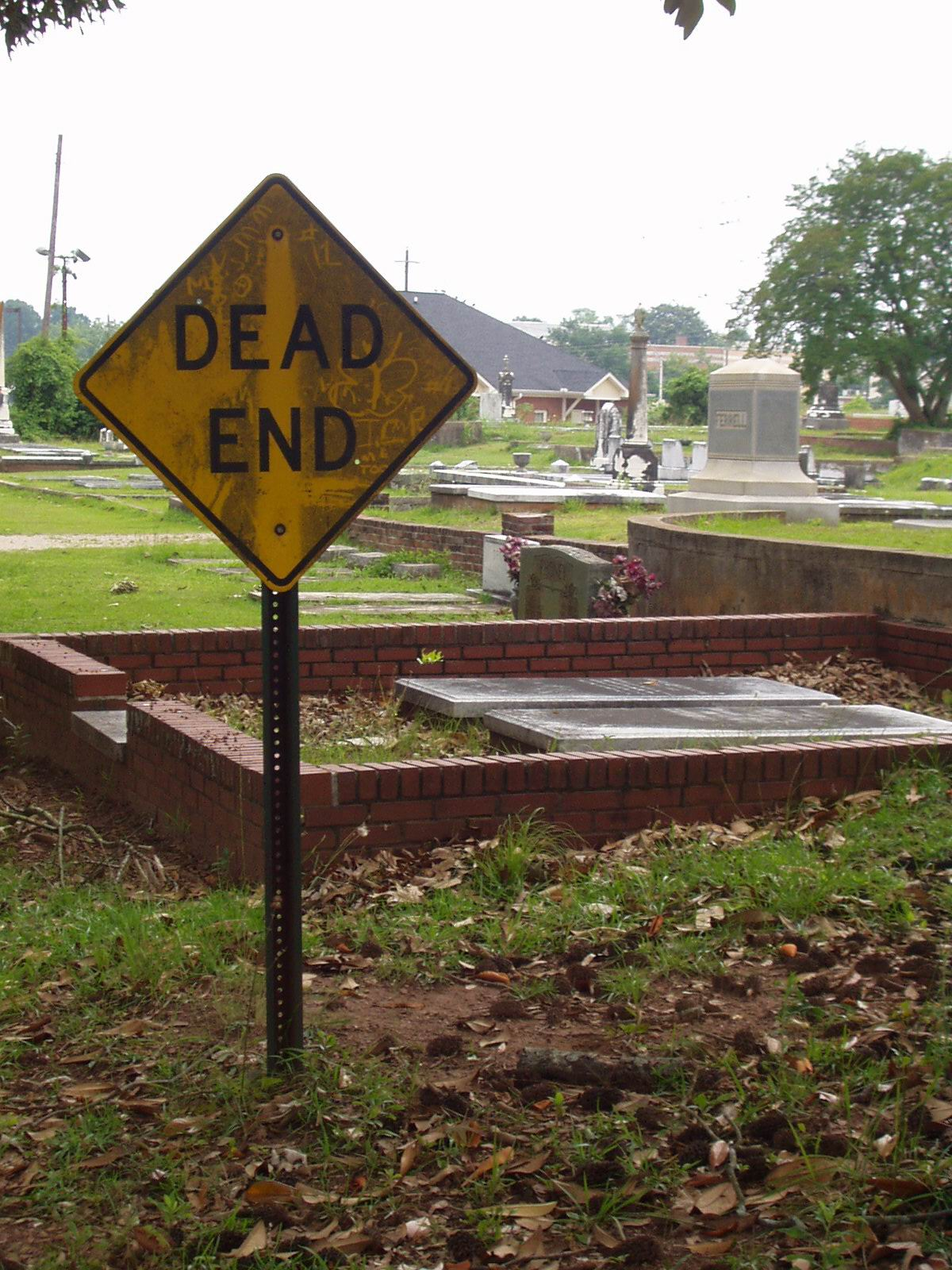
墓地にある「Dead End」（行き止まり）と書かれたサイン（アメリカ）

ブラックジョーク（英語: black comedy）とは、倫理的に避けられるタブー（生死・犯罪・政治・社会問題など）についての風刺的な描写や、ネガティブな内容を含んだジョーク、コメディ、ユーモアを指す言葉である。描かれているトピックの中には、葬式、病気、人の死、貧困、政治、悲劇などが含まれる。なお、少数派が自身の属する社会を風刺することは許されるが、多数派が少数派を攻撃することは、差別、全体主義などと解釈されるケースが多いので、注意が必要である。
英語圏では語源の「Black humor ブラック・ユーモア」を初め、「Black comedy ブラック・コメディ」「Dark comedy ダーク・コメディ」とも呼ばれるが、意味する所に大きな違いはない。

## 概要

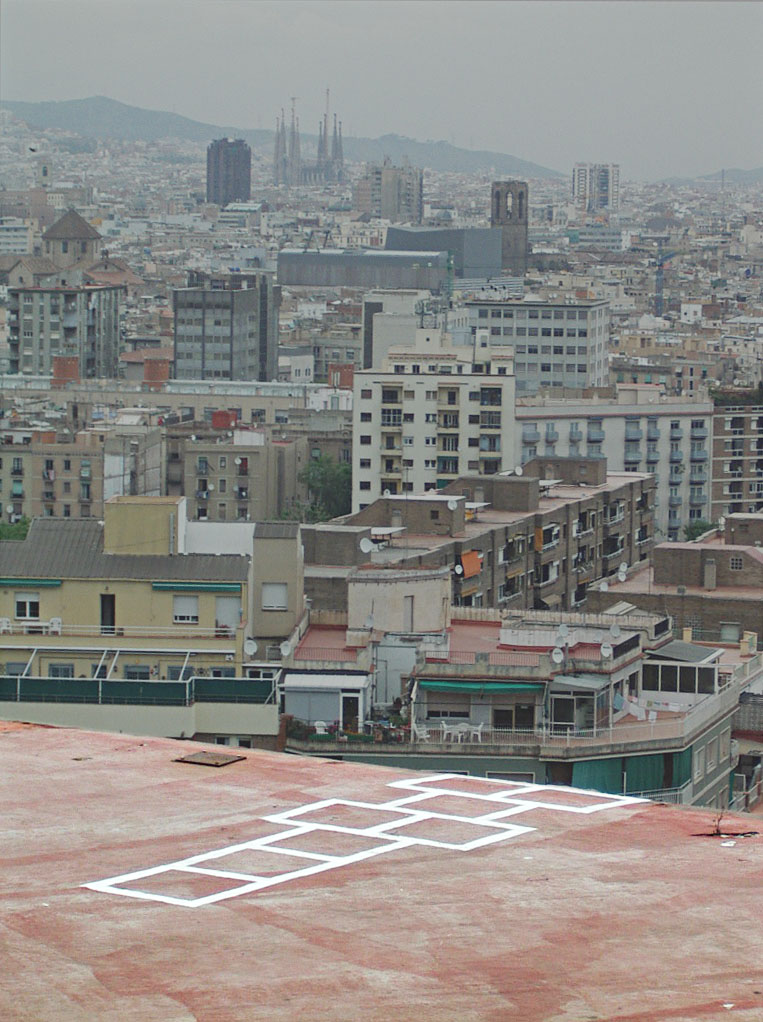
「あの世行きの石蹴り」（スペイン）

1935年に文学者アンドレ・ブルトンがジョナサン・スウィフトを評論する際に、「黒いユーモア」という言葉で上述されたような笑いを分類したのが始まりである 。この分類では風刺性が最大の定義であるとしたが、シニシズムや懐疑主義も重要な要素と見なされる。また死という最大のタブーも頻繁に用いられるテーマである（そして他の分野では避けられている）。
著名なブラック・ユーモアの作家として認知されているのはロアルド・ダール、トマス・ピンチョン、カート・ヴォネガット、ウォーレン・ジヴォンとジョセフ・ヘラー、フィリップ・ロスが挙げられる。また他のユーモア同様にコメディ・ドラマとも切り離せない以上、役者でもそうしたブラックジョークを持ち味とする者達が現れた。後にダスティン・ホフマン主演で映画化もされた伝説的な風刺家レニー・ブルースをはじめ、ジョージ・カーリン、ビル・ヒックス、クリス・モーリス、モンティ・パイソンが挙げられる。
アフロアメリカンのリチャード・プライヤーは、黒人社会をネタにした、しゃべりだけのアルバムを発表したが、このアルバムは黒人サークル内で大人気となり、ヒット作となった。ドラマ・舞台・映画・小説・漫画・ゲームなどでもジャンルとして、ブラック・ユーモアは積極的に用いられてきた歴史がある。スタンリー・キューブリックが1964年に製作した『博士の異常な愛情 または私は如何にして心配するのを止めて水爆を愛するようになったか』は核開発をテーマにした強烈な風刺とユーモアの映画である。ブラックユーモアは欧米など多くの国で親しまれてきたが、イギリスでも好まれており、様々な文化で優れた作品例が育まれてきた歴史がある（開祖と見なされるジョナサン・スウィフトもアイルランド人である）。
ブラックジョークは常に通用するとは限らない。明治大学名誉教授で文学者のマーク・ピーターセンは「日本に来て間もない頃、岡山県の小さな村の飲み屋で『どうして東京から来たのか』と女性に聞かれて『この頃、サツがうるさくて、しばらく町を出ようと思って……』とふざけて答えたところ、テーブルがシンとし、女性は私の視線を避けて当惑したように店を見回しただけである」と、ブラックジョークに関する失敗談を自著で明かしている。

## 歴史

### 欧米
「ブラック・ユーモア」の語源は1935年、アンドレ・ブルトンがジョナサン・スウィフトを論じる際に用いた、黒いユーモアを意味する「Humour noir」という造語が起点とされる。ブルトンは1940年にアンソロジー兼評論の『黒いユーモア選集』を編纂（邦訳は1968年に国文社から刊行。現在は河出書房新社から刊行）。ナチス傀儡のヴィシー政権による圧力で発禁となったが、その後1947年と1966年に改訂版として復刊している。この選集においてブルトンはジョナサン・スウィフトをブラック・ユーモアの始祖と定義し、スウィフトの『箒の柄の上の瞑想』（1710年）、『アイルランドの貧民の子供たちが両親及び国の負担となることを防ぎ、国家社会の有益なる存在たらしめるための穏健なる提案』（1729年）、『奴婢訓』（1731年）を具体的な例として選定。その他の作家としては、マルキ・ド・サド、エドガー・アラン・ポー、ルイス・キャロル、ギヨーム・アポリネールなどの作品を抜粋して批評している。
また、ブルトンは取り上げていなかったが、イギリスの作家イーヴリン・ウォーは後年にブラック・ユーモア文学の先駆者として再評価される。
アメリカでは1939年にジョゼフ・ケッセルリングの戯曲『毒薬と老嬢』が発表される。善意のために殺人をくり返す老姉妹と殺人狂の甥が繰り広げるドタバタ・コメディであり、1941年にブロードウェイで上演され大ヒットした。ブラック・ユーモアという概念はまだアメリカには存在しない時代だったが、風刺的な爆笑コメディと受け止められ、観客と批評家の双方から好評を得た。1944年にはフランク・キャプラ監督によって映画化（『毒薬と老嬢』、1944）され、映画版が日本でも公開された。1955年には同傾向の内容を持つイギリス映画『マダムと泥棒』（1955）が公開され、こちらも好評を得ている。
1954年にはフランスの詩人トリスタン・マヤによって、「黒いユーモア大賞」 Les Grands Prix de l'humour noirが設立される。文学、風刺画、演劇の三部門を中心にしており、選考対象はフランス人に限らず、アンブローズ・ビアス『ありうべきことか』、パトリシア・ハイスミス『かたつむり』、ロアルド・ダール『素晴らしき夫婦交換』といったフランス国外の作品も受賞している。また、文学部門では、マルセル・ベナブーの評論 『私はなぜ自分の本を一冊も書かなかったのか』が受賞したケースもある。
1950年代には英語圏においてブラック・ユーモア的な短編小説が流行。代表的な作家はロアルド・ダール、ジョン・コリア、ロバート・ブロック、フレドリック・ブラウンなどであった。これらの作家は日本にも翻訳紹介されたが、ブラック・ユーモアという用語は日本にはまだ定着せず、乱歩が提唱した「奇妙な味」という呼び方が一般的であった。
1965年にはヨーロッパで『黒いユーモア』 Umorismo in nero（1965）という、フランス・イタリア・スペイン合作のオムニバス映画が製作されている。フランス編はギ・ド・モーパッサンの『ベロムとっつぁんのけだもの』を原作とした『虫』（クロード・オータン・ララ監督）、スペイン編はオリジナル脚本による『ミス・ウィルマ』（ホセ＝マリア・フォルケ監督）、イタリア編はアリダ・ヴァリが死神のような謎めいた女性を演じるオリジナル脚本の『カラス』（クラウディオ・ザーニ監督）の3話から成る。いずれのエピソードもコメディ・タッチでありながら「死」をテーマにしているのが特色である。
1966年にはアメリカの作家ブルース・ジェイ・フリードマンが 『ブラック・ユーモア』と題したアンソロジーを編纂。ウラジーミル・ナボコフ、ルイ＝フェルディナン・セリーヌ、ジョゼフ・ヘラー、トマス・ピンチョンなどの作品が選定されている。このアンソロジーによって、アメリカではブラック・ユーモアという表現が一般に普及したと言われる。前述のようにイーヴリン・ウォーを英米文学におけるブラック・ユーモアの先駆者として再評価する動きも現れた。

### 日本
日本では1950年、雑誌『宝石』に江戸川乱歩が評論『英米短篇ベスト集と「奇妙な味」』を発表し、「奇妙な味」という造語を提唱。ヒュー・ウォルポールの短編『銀の仮面』を例として紹介しながら「ユーモアの裏に、一種あどけない残酷味が漂っている」「全然利欲に関係のない一種無邪気な残虐」といった作風の犯罪小説が欧米で流行していると指摘。その他の例としてトーマス・バーク『オッターモール氏の手』やロード・ダンセイニ『二瓶の調味料』などを挙げている。乱歩はこうした傾向の作品を「表面は無邪気に見える極悪故に、それは一層恐ろしい」と評し、特に「無邪気な残虐」という点を強調している。乱歩の提唱した「奇妙な味」とは現在で言う「ブラック・ユーモア」の要素を内包していると考えられる。
ロアルド・ダールが1953年に刊行した短編集『あなたに似た人』の翻訳が1957年に早川書房から刊行される。読書家からの好評を得るが、当時は乱歩が提唱した「奇妙な味」の系統として受け止められた。
1960年に早川書房から「異色作家短篇集」が刊行を開始。当時はまだ「奇妙な味」という表現が主流であり、ブラック・ユーモアとは冠せられていないものの、「幻想、ユーモア、恐怖を豊かに織りこみ短篇小説に新しい息吹きを与える画期的シリーズ」をキャッチコピーにしていた。
1969年に阿刀田高が新書『ブラック・ユーモア入門 恐怖と笑いのカクテル 皮肉と毒舌に強くなる』を刊行。阿刀田はロアルド・ダールやジョン・コリアの短編から影響を受けており、ショートショートやコラム等で「ブラック・ユーモア」という概念と呼称を日本に普及するため尽力していた。
同時期に漫画界では、それまで少年漫画で人気を得ていた藤子不二雄Aが、大人向けのブラック・ユーモア的な作風を開拓した（藤子不二雄Aブラックユーモア短編）。1968年に藤子Aは読切『黒イせぇるすまん』を発表。この作品は翌年からシリーズ化された。後に『笑ゥせぇるすまん』と改題され、藤子Aの代表作のひとつとなる。更に翌年の1969年以降も、『ひっとらぁ伯父サン』『黒ベエ』『狂人軍』などを発表し、ブラック・ユーモア漫画の第一人者となって行った。藤子Aはこうしたブラック・ユーモア漫画に作風を転換した要因として、早川書房の「異色作家短篇集」に代表される、ロアルド・ダールやスタンリイ・エリンをはじめとした奇妙な味系統の海外短篇小説から影響を受けたと述懐している。
さらに1970年に早川書房から「ブラック・ユーモア選集」が刊行を開始。ローラン・トポールやイーヴリン・ウォーなどの作品が収録された。この叢書をきっかけに日本でも「ブラック・ユーモア」という表現が浸透していく。この叢書に収録されたアンソロジーの「日本篇」では、『桜の木の下には』（梶井基次郎）、『注文の多い料理店』（宮沢賢治）、『風博士』（坂口安吾）のような、日本に、「ブラック・ユーモア」という概念が存在しなかった時期に発表された短編も収められた。
1978年に阿刀田高がブラック・ユーモア風の短編を収録した第1短編集『冷蔵庫より愛をこめて』を発表。さらに翌年の第2短編集『ナポレオン狂』で直木賞を受賞する。